# Кордова Смит (аэропорт)
Аэропорт имени Мерла К. (Мадхоула) Смита, также известный как Аэропорт Кордова Смит, (англ. Merle K. (Mudhole) Smith Airport), (ИАТА: CDV, ИКАО: PACV, FAA LID: CDV) — государственный гражданский аэропорт, расположенный в 20 километрах к юго-востоку от города Кордова (Аляска), США.
Деятельность аэропорта субсидируется за счёт средств Федеральной программы США Essential Air Service (EAS) по обеспечению воздушного сообщения между небольшими населёнными пунктами страны.

## Операционная деятельность
Аэропорт имени Мерла К. (Мадхоула) Смита занимает площадь в 1197 гектар, расположен на высоте 16 метров над уровнем моря и эксплуатирует две взлётно-посадочные полосы:
- 9/27 размерами 2286 x 46 метров с асфальтовым покрытием;
- 16/34 размерами 579 x 9 метров с гравийным покрытием.

За период с 31 декабря 2006 по 31 декабря 2007 года Аэропорт Кордова Смит обработал 13 990 операций по взлётам и посадкам самолётов (в среднем 38 операций в день), из них 46 % пришлось на рейсы авиации общего назначения, 29 % — аэротакси, 18 % — на регулярные коммерческие перевозки и 7 % составили рейсы военной авиации. В данный период в аэропорту базировалось 29 воздушных судов, из которых 93 % составили однодвигательные самолёты и 7 % — вертолёты.